# Orson
Orson erano una band di Hollywood, California formatasi nel 1999. In origine la band si chiamava Halogen. Debuttano con Bright Idea, pubblicato dalla Mercury Records nel 2006. Nel 2007 esce il secondo album, Culture Vultures.

## Formazione
- Jason Pebworth - voce
- George Astasio - chitarra
- Kevin Roentgen - chitarra, cori
- Johnny Lonely - basso
- Chris Cano - batteria

## Discografia

### Album studio
- 2006 - Bright Idea
- 2007 - Culture Vultures

### Singoli
- 2006 - No Tomorrow
- 2006 - Bright Idea
- 2006 - Happiness
- 2006 - Already Over
- 2007 - Ain't No Party
- 2008 - Where You Are Tonight